# Etes
Etes község Nógrád vármegyében, a Salgótarjáni járásban.

## Fekvése
Nógrád vármegye északkeleti részén, Salgótarjántól 10 kilométerre nyugatra fekszik, a baglyasaljai városrész közvetlen nyugati szomszédságában. A Novohrad-Nógrád UNESCO Globális Geopark települése.
Csak közúton érhető el, a Ságújfalu és Karancsalja között húzódó, a 22-es főutat és a 2206-os utat összekötő, bő 7 kilométer hosszú, 22 109-es számú mellékúton.

### Földrajza
A falu központi része egy völgykatlanban húzódik, amit kellemes hajlású dombok és kisebb hegyek szegélyeznek. Keleti és déli irányból ide csatlakoznak a szénbányász múlt emlékeit őrző bányatelepek, melyek a település szerves részét képezik.Etes több egymástól elkülönülő lakott részből: a Faluból, illetve Öregetesből; Amália-aknából; Albert-aknából; Rau-aknából, valamint Kotrocópusztából áll. Egykor több kőszénbánya is működött a környéken. Erre utalnak az aknanevek, és a bányató is.
A falutól északnyugatra húzódik a Kotrocói-völgy, melyből Kotrocó-pusztán keresztül juthatunk át Karancslapújtőre. A községtől északkeletre, a karancsaljai összekötő műúton, a Szőlőhegy dűlőn át érünk a Bénavölgybe, ahol a völgy - erős kanyarral délkeleti irányt véve mintegy 2 km-es távolságra – a Bénaárnyék dűlőrésszel záródik. A völgy másik része északi irányban Karancsalja község határán keresztül húzódik. A völgykatlan zárt része a falutól keletre lévő András-völgy, melyet a Gedeztető zár be, ami egyben válaszfala a Zagyvapálfalvával határos Szánas-völgynek is. A faluból az András-völgyön haladva jobbra Etes legmagasabb hegye, a 399 méteres Óriáshegy található, közben az Öregetesi völgyeléssel.
A településtől délnyugatra a 313 méter magas Várhegy teszi festőivé a falu határának ezt a részét, melyen át a Szurdoktetőn vezet az összekötő út Ságújfaluba. A település nem esik a forgalmas főútvonalak nyomvonalába, de azoktól való kis távolsága miatt gépkocsival jól megközelíthető. Salgótarjánnal csaknem óránkénti autóbuszjárat köti össze.

## Története
Etes egykor a Záh nemzetség ősi birtokai közé tartozott, de Záh Felicián merénylete után a nemzetség ősi javai elkobozták és 1335-ben Károly Róbert király az Ákos nemzetségbeli Cselen fia Sándor fia Jánosnak, a Karancssághi és a Méhi család ősének, valamint testvérének, Jakabnak adományozta.
1374-ben és 1383-ban a Méhi család itteni birtokrészeit az Osgyáni Bakosok nyerték el adományként, de 1398-ban mégis Méhi Jakab fia János volt a falu birtokosa.
1448-1481-ben a karancssághi Sághy család birtokában volt, majd 1548-ban Balassa Zsigmond, 1598-ban Szentmariay György voltak az urai, 1660-ban pedig a divényi uradalomhoz tartozott.
1715-ben 11, 1720-ban 15 magyar háztartást írtak itt össze.
1740-ben a gróf Koháryak, 1770-ben Szent-Ivány Ferenc, 1826-ban pedig Szent-Ivány Ferenc, az országbíró († 1823. ápr. 15.) leánya, Szent-Ivány Anna, özvegy Kapyné volt Etes földesura, majd az 1900-as évek elején gróf Forgách Ilona örökösei, Coburg Fülöp herceg és Winter Simon dr. a nagyobb birtokosai.
1873-ban nagy kolerajárvány pusztított a helységben. 
A palóc település fafaragóiról, a 19. század végétől szénbányászatáról volt nevezetes.
A 20. század elején Nógrád vármegye Szécsényi járásához tartozott.
1910-ben 2611 lakosából 2364 magyar, 224 szlovák; vallás szerint 2500 római katolikus, 64 evangélikus, 38 izraelita volt.
2001-ben a település lakosságának 99%-a magyar, 1%-a  egyéb (főleg cigány) nemzetiségűnek vallotta magát.
A községben 1992-től kezdődően minden közmű kiépült (ivóvíz hálózat, villany, gázvezeték, szennyvízcsatorna és tisztítómű). Az utak helyreállítása és felújítása folyamatosan történik. Jelentős idegenforgalmi vonzerőt eredményező fejlesztési elképzeléseiket pályázatok útján kívánják megvalósítani.

### Nevének eredete
Nevét egyes vélemények szerint – Ond vezér fia, Ete után kapta – az ősi Etüről – nevezték el. A szájhagyomány azonban élteti az „etess" verziót is; az egykor vizenyős, mocsaras területeket a dombok lábainál fakadó bővizű források tartották állandóan nedvesen. A falu közepén ma is ontja vizét az a „csurgó", amelynek első csövét még a törökök helyezték el.
A forrás mellett kocsma állt már a település kialakulása előtt is. A fogadó homlokzatán ez a felirat figyelmeztette a Losonc – Pásztó - Gyöngyös kereskedelmi útvonalon haladó fáradt utast: ÉTESS! E szóból alakult ki az Etes helynév.
Ma is ismert a mondás: "Etes, itt etess!"  A néphagyomány szerint ehhez az országúthoz fűződik a község neve is, az itt átvonuló fuvarosok ugyanis mindig itt etettek (Etess) és e célra szolgálhatott a község másfél katasztrális hold kiterjedésű köztere is.

### Egykori települések
Eteshez tartoztak: Albert-akna, Etesi-akna, Kotorcó-puszta, Mikó-telek, Alsószánás-puszta, Felsőszánás-puszta, Katalin-puszta és Verőalja is. E puszták közül a mai Mikótelek helyén a középkorban Bénatelek nevű falu terült el.
Ez a falu, továbbá Kotorcó és Szánás eredetileg ugyancsak a Záh nemzetség ősi birtokai közé tartozott, melyet Károly Róbert király 1335-ben az Ákos nemzetségbeli Cselen fia Sándor fia Jánosnak adományozott.

#### Kotrocó
Az 1335-1423-ban ugyancsak önálló helység 1398-ban Méhi Sándor birtoka volt.
Az 1548. évi adóösszeírásban Kis-Kotorczó és Nagy-Kotorczó helységek szerepeltek, az előbbi ekkor Kisfaludy Sebestyéné, az utóbbi Balassa Zsigmondé volt. Később elpusztultak. A 19. század első felében már pusztaként Koháry Ferenc József herceg birtoka volt.

#### Felső-Szánás és Mikó-telep
1335-1398 között itt feküdt Felső-Szánás község is. Mikó-telep 1548-ban a teljesen elpusztult helységek közé számított, s többé nem is épült fel.
A török időkig a község a mintegy másfél kilométerre lévő Kotrocó és Mikótelek pusztán terült el. Az egyik török támadás során leégett, s lakói ekkor költöztek át mai helyére.

## Közélete

### Polgármesterei
- 1990–1994: Lénárt Dezső (független)[4]
- 1994–1998: Lénárt Dezső (független)[5]
- 1998–2002: Lénárt Dezső (független)[6]
- 2002–2006: Lénárt Dezső (MSZP)[7]
- 2006–2010: Lénárt Dezső (MSZP)[8]
- 2010–2014: Lénárt Dezső (független)[9]
- 2014–2019: Lénárt Dezső (független)[10]
- 2019–2024: Matuz Gábor (független)[11]
- 2024– : Matuz Gábor (Fidesz-KDNP)[1]

## Népesség
A település népességének változása:
| Lakosok száma | 1429 | 1415 | 1374 | 1302 | 1285 | 1314 | 1285 |
|               | 2013 | 2014 | 2015 | 2021 | 2022 | 2023 | 2024 |

A 2011-es népszámlálás során a lakosok 90,3%-a magyarnak, 7,6% cigánynak, 0,2% románnak mondta magát (9,7% nem nyilatkozott; a kettős identitások miatt a végösszeg nagyobb lehet 100%-nál). A vallási megoszlás a következő volt: római katolikus 54,4%, református 1,7%, evangélikus 0,8%, felekezeten kívüli 21,8% (19,6% nem nyilatkozott).
2022-ben a lakosság 92,3%-a vallotta magát magyarnak, 10,2% cigánynak, 0,6% románnak, 0,4% németnek, 0,1-0,1% görögnek, bolgárnak, ukránnak, szlovénnek és lengyelnek, 0,9% egyéb, nem hazai nemzetiségűnek (7,7% nem nyilatkozott; a kettős identitások miatt a végösszeg nagyobb lehet 100%-nál). Vallásuk szerint 42,8% volt római katolikus, 1,3% református, 0,5% evangélikus, 0,2% ortodox, 1,6% egyéb keresztény, 0,8% egyéb katolikus, 16,9% felekezeten kívüli (35,8% nem válaszolt).

## Híres etesiek
- György László (színművész)
- Kerényi Nárcisz meteorológus
- Itt született 1841-ben Pintér Sándor régész, jogász, néprajzi író.

## Nevezetességei
- Római katolikus temploma 1733-ban épült, barokk stílusban.